# Pedro Martínez
Pedro Martínez là một đô thị trong tỉnh Granada, Tây Ban Nha. Dân số là 1.232 người.